# أليكس تومسون
أليكس تومسون (بالإنجليزية: Alex Thompson)‏ (8 ديسمبر 1917 بشفيلد في المملكة المتحدة - 1 أغسطس 2002) هو لاعب كرة قدم بريطاني (وحمل سابقاً جنسية المملكة المتحدة لبريطانيا العظمى وأيرلندا) في مركز الظهير. لعب مع شيفيلد وينزداي ونادي ترانمير روفرز لكرة القدم ولينكولن سيتي أف سي ونادي بوسطن يونايتد.